# 佐里内
51°52′42″N 33°59′20″E / 51.87833°N 33.98889°E
佐里內（烏克蘭語：Зорине）是位於烏克蘭東北部的村莊，由蘇梅州紹斯特卡區的斯韋薩市鎮負責管轄。該村處於亞尼夫卡河畔，海拔高度約173米，2001年該村落人口160。